# The Redbury New York

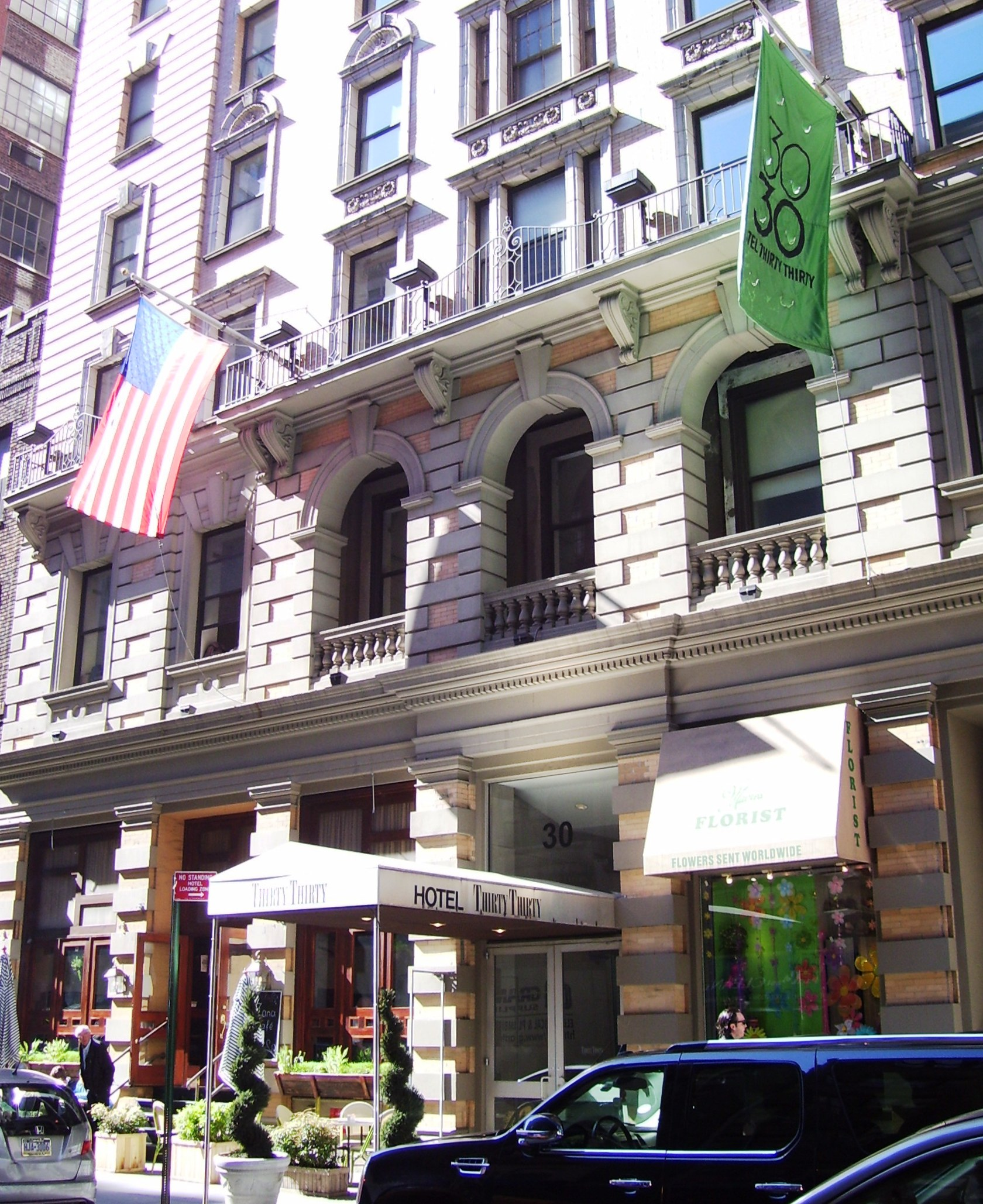
L'entrée d'origine et la façade au niveau de la rue sur East 30th Street en 2011

The Redbury New York, anciennement connu sous le nom de Martha Washington Hotel, est un hôtel historique situé au 29 East 29th Street, entre Madison Avenue et Park Avenue South, dans le quartier NoMad de Manhattan, à New York. Il a été construit de 1901 à 1903 et a été conçu par Robert W. Gibson dans le style néo-renaissance pour la Women's Hotel Company . C'était à l'origine un hôtel réservé aux femmes. 

## Histoire
L'hôtel a été conçu par le célèbre architecte Robert W. Gibson, et a ouvert ses portes le 2 mars 1903, comme premier hôtel de la ville exclusivement réservé aux femmes, servant à la fois les passagères transitoires et les résidentes permanentes . Il a été presque immédiatement entièrement occupé, avec plus de 200 noms sur une liste d'attente . Il comptait à l'origine 416 chambres. Le 19 juin 2012, il a été désigné monument historique par la Commission de préservation des monuments de New York  . Le nom original de l'hôtel était Women's Hotel (l'hôtel des femmes) et les noms suivants après "Martha Washington" incluent Hotel Thirty Thirty (2003), Hotel Lola (2011) et King & Grove New York (2012). 
Le 21 mai 2014, les hôtels King & Grove ont annoncé qu'ils renommaient tous leurs hôtels sous le nom de Chelsea Hotels et que King & Grove New York serait relancé sous le nom de Martha Washington Hotel en août 2014. Dans le cadre du projet, le hall de l'hôtel a été entièrement repensé de façon moderne et comprend un nouveau restaurant, "Marta", géré par l'Union Square Hospitality Group de Danny Meyer. L'hôtel a été vendu à CIM en 2015 pour 158 millions de dollars  . Ils ont renommé l'hôtel The Redbury New York Hotel au début de 2016 . 

## Résidents notables
L'hôtel fut la résidence choisie par la poète Sara Teasdale lors de ses visites à New York à partir du début de 1913. Même après son mariage avec Ernst Filsinger en décembre 1914, Teasdale a souvent choisi de rester à l'hôtel . L'actrice Louise Brooks y a vécu après avoir été expulsée de l'hôtel Algonquin, et la rédactrice Louise E. Dew était également résidente . 
L'hôtel a servi de siège au Conseil interurbain des femmes pour le suffrage à partir de 1907 . 

## Dans la culture populaire
- L'hôtel est présenté dans le film Valley of the Dolls[1] ; Anne Welles y est restée après son arrivée à New York pour la première fois.
- La salle de bal du premier étage du côté 29th Street de l'hôtel, au 29 East 29th Street, était le troisième emplacement de la boîte de nuit Danceteria, de 1989 à 1992.

## Voir également
- Liste des monuments de New York